# Eltham Palace
Il Palazzo Eltham è una residenza storica che si trova nel quartiere di Eltham a Londra.

## Storia

### Il luogo storico
L'originale palazzo venne donato da Edoardo II d'Inghilterra nel 1305 al vescovo di Durham, Anthony Bek, e venne usato poi come residenza reale tra il XIV ed il XVI secolo.  Secondo la leggenda, il famoso incidente che portò Edoardo III d'Inghilterra alla fondazione del rinomato Ordine della Giarrettiera ebbe luogo proprio in questo palazzo. Come palazzo preferito di Enrico IV, egli vi ospitò Manuele II Paleologo, l'unico imperatore bizantino ad aver mai visitato l'Inghilterra, dal dicembre 1400 al gennaio 1401. Edoardo IV costruì la Great Hall negli anni '70 del Quattrocento e quivi crebbe Enrico VIII d'Inghilterra trascorrendovi l'infanzia e fu sempre qui dove egli incontrò gli scolari di Erasmo da Rotterdam, rimanendone profondamente influenzato e traendo le basi per la fondazione dell'anglicanesimo. La corte dei Tudor sfruttava questo palazzo essenzialmente per le celebrazioni delle festività natalizie. Fu sotto Enrico VIII che venne ricostruito anche il Greenwich Palace, che era raggiungibile più facilmente dal vicino fiume, il che portò il palazzo Eltham ad essere meno frequentato, venendo riservato unicamente alle cacce dato il suo vasto parco di 2.4 km². All'inizio del Seicento il palazzo non era più utilizzato dalla famiglia reale e come tale esso venne dato a Antoon van Dyck come suo ritiro di campagna e premio per il buon operato a corte. Durante la guerra civile inglese il parco venne in gran parte spogliato. John Evelyn commentò questo fatto in una sua visita del 22 aprile 1656: "Mi sono oggi recato a vedere la casa di sua Maestà a Eltham; sia il palazzo che la cappella sono in stato di profonda rovina, sia il parco che gli alberi sono stati completamente distrutti per volontà di Rich, il ribelle".  Il palazzo non venne mai più restaurato e venne donato poi da Carlo II d'Inghilterra dopo la restaurazione al baronetto John Shaw per farne un burrificio. La Sala Grande è stata usata come un granaio. 

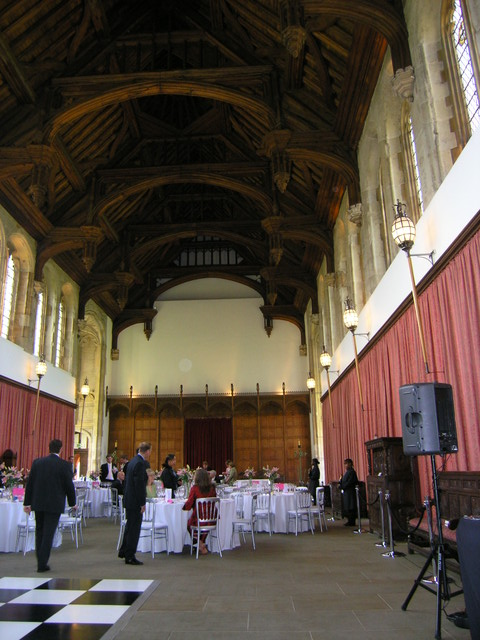
Great Hall

### Il palazzo attuale
Nel 1933 Sir Stephen Courtauld e sua moglie Virginia Peirano acquistarono il palazzo ormai in rovina ad, apprezzandone il grande valore storico e naturalistico, fecero restaurare la Sala Grande, ricostruendo completamente tutto il resto della casa con degli interni in stile Art Deco. L'entrata in stile venne creata dall'architetto svedese Rolf Engströmer.
Stephen era il fratello minore dell'industriale e collezionista d'arte Samuel Courtauld, fondatore del Courtauld Institute of Art.
I Courtauld rimasero a Eltham sino al 1944 anche dopo i molti bombardamenti che colpirono la casa, danneggiando in particolare la Sala Grande. Nel 1944 la famiglia si trasferì in Scozia e poi in Rhodesia donando il palazzo al Royal Army Educational Corps nel marzo del 1945, ove è rimasto sino al 1992.
Nel 1995 la famiglia reale ha ripreso possesso e amministrazione del luogo e dal 1999 è stato completato il restauro degli interni e dei giardini, aprendo il tutto al pubblico e concedendo le stanze in affitto per matrimoni e altre funzioni pubbliche.

## Film e televisione

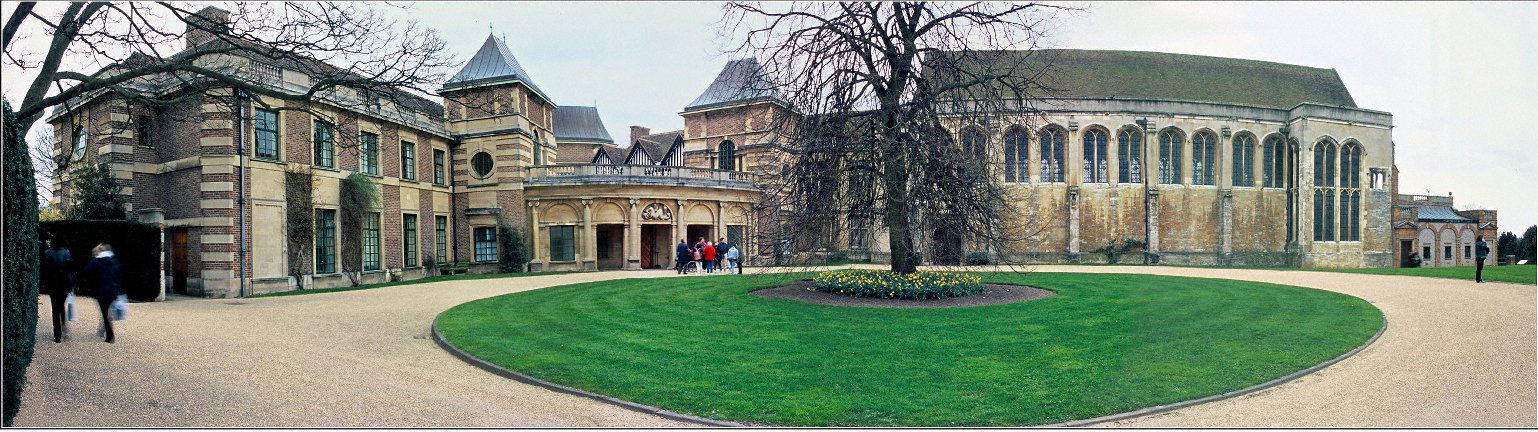
Panorama di Palazzo Eltham

Molti film e programmi televisivi hanno utilizzato Palazzo Eltham come palcoscenico; tra questi ricordiamo Il profumo delle campanule, Home Front (serie TV), Brideshead Revisited, Hustle - I signori della truffa. Inoltre è stato set per la pubblicità per un profumo di Gucci di 
e per le clip Parachute di Cheryl Cole (2010), Shake It Out dei Florence and the Machine (2012) e Froot di Marina and the Diamonds (2014).